# Дасдорф ам Берге
Дасдорф ам Берге (њем. Daasdorf a. Berge) општина је у њемачкој савезној држави Тирингија. Једно је од 75 општинских средишта округа Вајмарер Ланд. Према процјени из 2010. у општини је живјело 257 становника. Посједује регионалну шифру (AGS) 16071012.

## Географски и демографски подаци
Дасдорф ам Берге се налази у савезној држави Тирингија у округу Вајмарер Ланд. Општина се налази на надморској висини од 279 метара. Површина општине износи 2,8 km². У самом мјесту је, према процјени из 2010. године, живјело 257 становника. Просјечна густина становништва износи 90 становника/km².